# صندوق أوريغون المدرسي المشترك
صندوق أوريغون المدرسي المشترك (بالإنجليزية: Oregon Common School Fund) هو جزء من ميزانية ولاية أوريغون الأمريكية، وتُشتق موارده من استخدام أراضي الدولة المخصصة للمدارس العامة. ويتولى مجلس ولاية أوريغون، المؤلف بموجب دستور الولاية من حاكم الولاية، ووزير الخارجية، وأمين خزانة الولاية، مسؤولية إدارة هذا الصندوق.
وحتى عام 2007، قُدّر رأس مال الصندوق بنحو 1,169,000,000 دولار أمريكي، وقد تراوحت المدفوعات السنوية منذ عام 2000 بين 13.3 مليون دولار (في عام 2004) و48.5 مليون دولار (في عام 2007).